# آبشار کردیت
آبشار کِرِدی به معنی مه یا دود ، معروف به وحشی‌ترین آبشار ایران در بهشت آباد شهرستان اردل استان چهارمحال و بختیاری واقع می‌باشد. این آبشار در مسیر رودخانه بهشت آباد قرار گرفته‌است. این رودخانه آب آبشار را همراه خود می‌کند و مقداری جلوتر به رودخانه کاج و سپس رود ارمند و در نهایت به رود کارون می‌ریزد. این منطقه یکی از سرچشمه های حوزه وسیع رود کارون است.

## مسیر دسترسی
آبشار( کِرِدی) در ۱۰ کیلومتری شهر جونقان، ۱۵ کیلومتری شهر اردل و ۶۰ کیلومتری شهرکرد قرار گرفته‌است. برای دسترسی به این آبشار، در جاده شهرکرد_اردل، دردر نزدیکی انتهای تنگه درکش ورکش و قبل از ورود به تونل‌ها، بعد از تابلویی که " ۱۵ کیلومتر به اردل " را نشان می‌دهد، در سمت چپ جاده، مسیر پاکوبی قرار دارد که با یک شیب تند به پایین دره می‌رود.
با دقایقی پیمایش در این مسیر پاکوب، آبشار خشن و مهیبی در انتهای دره نمایان می‌شود. این آبشار به نام " آبشار کِرِدی " معروف است. به علت شیب زیاد، ادامه مسیر به سمت پایین دره، خطرناک است و معمولاً افراد و گروه‌های طبیعت گرد به همین میزان از دیدار از این آبشار وحشی اکتفا می‌کنند.